# Aston Martin Valhalla
Der Aston Martin Valhalla ist ein Sportwagen mit Plug-in-Hybrid-Antrieb. Die interne Bezeichnung des britischen Herstellers Aston Martin lautet  TM01. Die Aerodynamik und die Fahrwerksabstimmung entstanden in Kooperation mit Red Bull Advanced Technologies. Es ist eine limitierte Auflage von 999 Stück geplant. Ab etwa einer Million Euro soll das Fahrzeug erhältlich sein.

## Geschichte
Einen Ausblick auf einen Sportwagen, der unterhalb des Valkyrie positioniert sein soll, zeigte der Hersteller im März 2019 auf dem Genfer Auto-Salon mit dem AM-RB 003. Drei Monate später wurde bekannt gegeben, dass das Fahrzeug als Valhalla vermarktet werde. Der Name stammt vom Walhall aus der nordischen Mythologie. Die Serienversion wurde im Juli 2021 vorgestellt und soll voraussichtlich 2025 auf den Markt kommen. Die Karosserie des Valhalla produziert Aston Martin selbst, die Aerodynamikelemente stammen von Red Bull Racing.

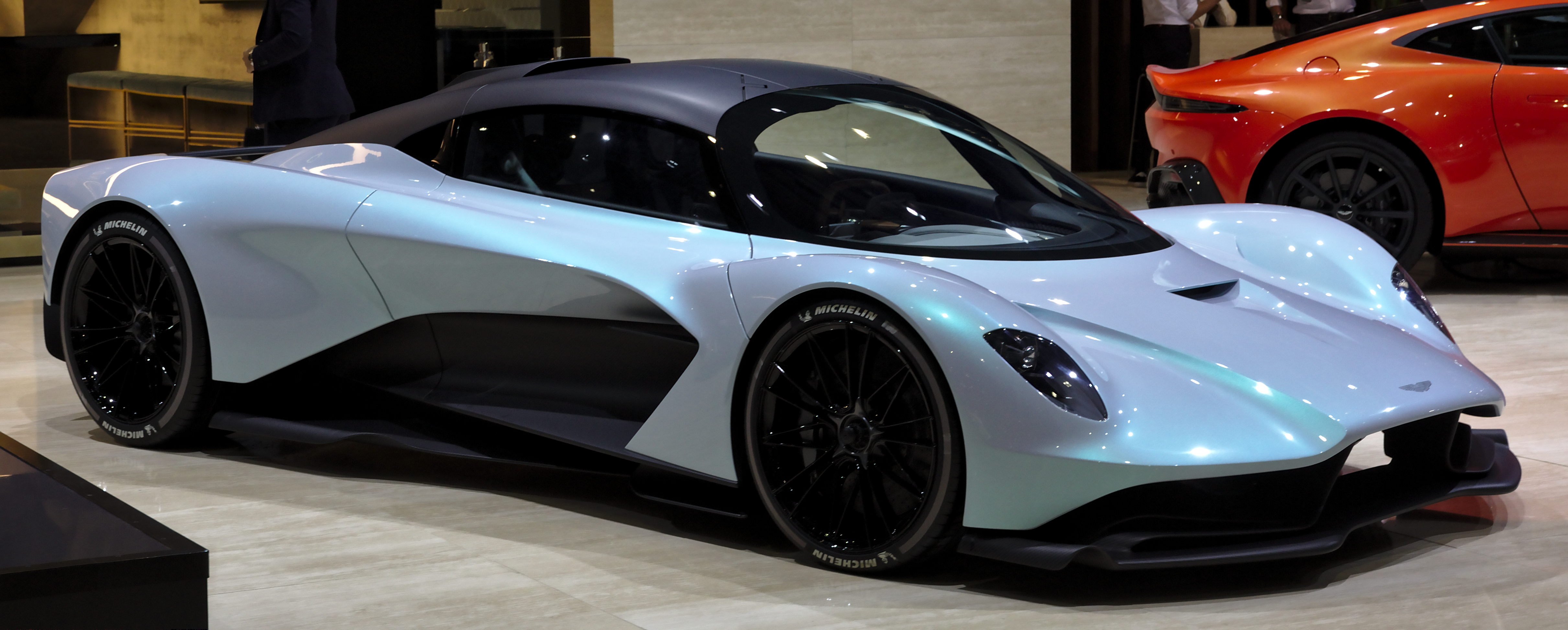
Aston Martin AM-RB 003 auf dem Genfer Auto-Salon 2019
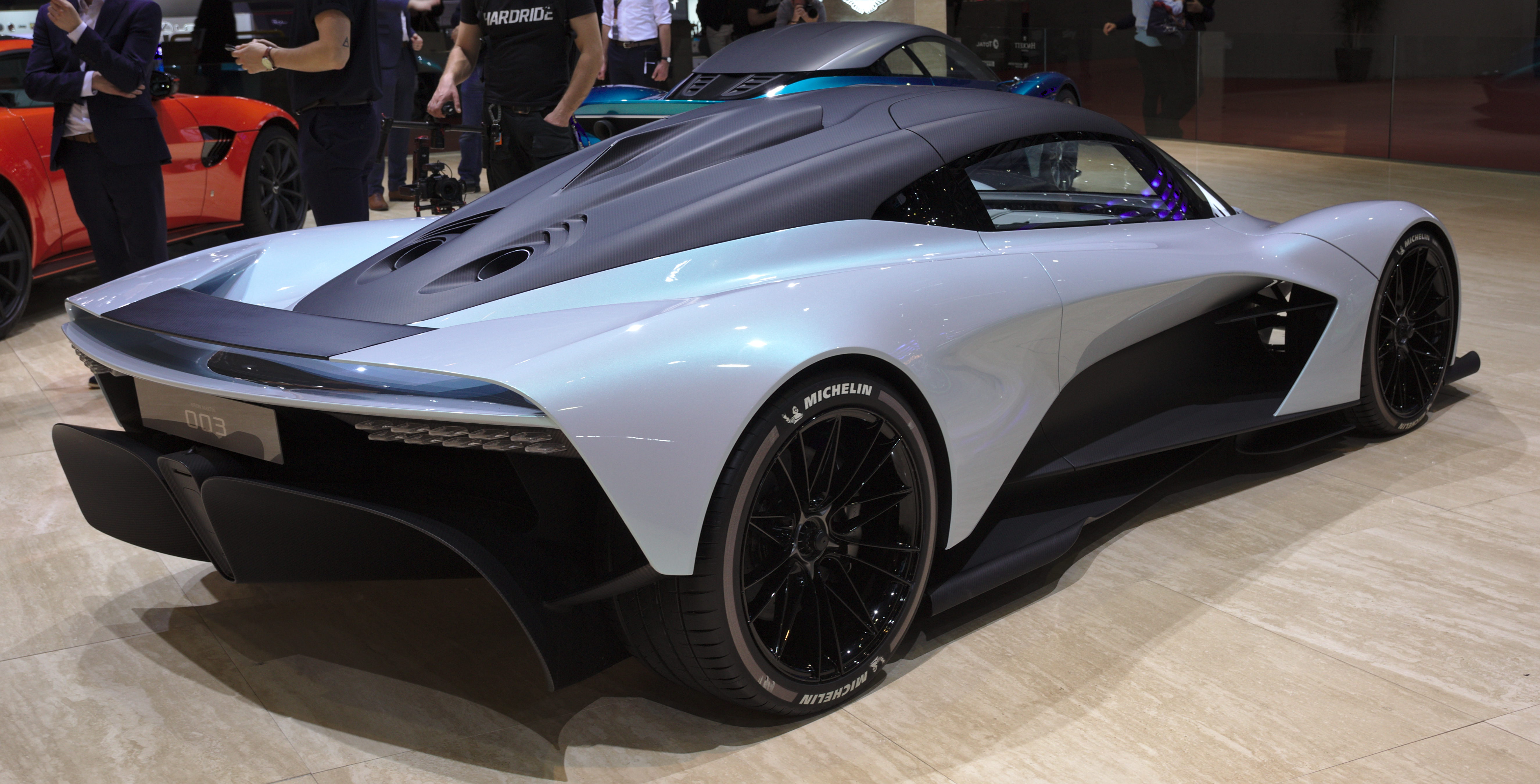
Heckansicht

## Technik und Ausstattung
Der Aston Martin Valhalla wird von einem Hybridsystem mit einem V8-Twin-Turbomotor und drei Elektromotoren angetrieben. Die Zusatzleistung des Hybridsystems kann wahlweise auf alle 4 Räder oder die Hinterachse verteilt werden. Das Getriebe ist ein 8-Gang-Doppelkupplungsgetriebe ohne Rückwärtsgang. Rangiert wird mithilfe der Elektromotoren. Der Wagen hat ein aktives Fahrwerk und verstellbare Klappen am Fahrzeugboden für höheren Anpressdruck (Abtrieb). Im Rennbetrieb ermöglicht ein sogenanntes Nexcel Sealed Oil System einen schnellen Ölwechsel in 90 Sekunden. 

## Technische Daten
|                                    | Aston Martin Valhalla                     |
| ---------------------------------- | ----------------------------------------- |
| Motorbauart                        | V8-Twin-Turbomotor                        |
| Hubraum                            | 3982 cm³                                  |
| max. Leistung Ottomotor            | 609 kW (828 PS) bei 6700/min              |
| max. Leistung Elektromotoren       | 185 kW (252 PS)                           |
| max. Systemleistung                | 793 kW (1079 PS)                          |
| max. Systemdrehmoment              | 2300 Nm                                   |
| Getriebe                           | 8-Gang-Doppelkupplung                     |
| Bremsanlage                        | Carbon-Keramik-Scheibenbremse             |
| Trockengewicht                     | 1655 kg                                   |
| Beschleunigung, 0–100 km/h         | 2,5 s                                     |
| Höchstgeschwindigkeit              | 350 km/h (hybrid) / 130 km/h (elektrisch) |
| Abtrieb                            | 6 kN bei 240 km/h                         |
| Reichweite (elektrisch)            | 15 km                                     |
| Batteriespannung                   | 400 Volt                                  |
| CO2-Emission nach WLTP, kombiniert | < 200 g/km                                |

## Trivia
Der Valhalla wird im 2021 präsentierten 25. James-Bond-Film Keine Zeit zu sterben kurz gezeigt.